# Colônia Espontânea do Braço do Norte
A Colônia Espontânea do Braço do Norte foi o primeiro povoamento do sul do estado de Santa Catarina destinado a europeus não-lusitanos, em terras então pertencentes a Tubarão. Foi idealizada a partir de 1871 por iniciativa do padre Guilherme Roer, cura desde 1862 da Colônia Teresópolis, visando atender apelo de seus colonos por terras mais adequadas à agricultura, descobrindo-as em suas longas viagens pastorais às margens do rio Braço do Norte, entre a Barra do Norte, foz do rio Braço do Norte no rio Tubarão, e o atual município de Braço do Norte. Atualmente, nesta faixa ao longo do rio Braço do Norte estão situados os municípios de São Ludgero e Braço do Norte. Em razão disto, quando é referido a Colônia Espontânea do Braço do Norte, deve-se a bem do entendimento considerar tratar-se da história de formação destes dois municípios, São Ludgero e Braço do Norte.
Diferentemente das outras colônias então oficialmente formadas no estado de Santa Catarina, foi uma colônia estabelecida sem incentivos governamentais, sendo seus ocupantes iniciais 52 famílias de imigrantes alemães.
Por não ter sido uma colônia espontânea, não dispôs da figura de um diretor da colônia. O cargo oficial mais significativo foi o de agrimensor, diretamente subordinado ao presidente da província.
O mais antigo registro oficial sobre o "Braço do Norte" data de 1858, por Robert Christian Avé-Lallemant:
"O Tubarão com os seus confluentes, desfiladeiros, encostas e planícies faz uma feliz exceção a essa esterilidade da areia. O braço principal do rio já está cultivado até Raposa (atual Pindotiba); mas, a partir dali, tudo está no mato e no silêncio da natureza, embora aquelas brenhas ocultem maravilhosos pedaços de terra, capazes de melhor cultura. Há um braço setentrional do rio, com a sua zona florestal, inteiramente inaproveitado. Dali parte uma via fluvial para o pequeníssimo tráfego do planalto. O Braço do Norte reúne as mais belas terras de pastagem à planície do Capivari; ali está escondido o germe de uma colônia alemã, na qual fique em equilíbrio a lavoura e a criação de gado."
Os primeiros colonos a fixarem-se na região, ao longo do rio Braço do Norte, entre a Barra do Norte e o atual centro de Braço do Norte, estabeleceram-se oficialmente em 1873, guiados pelo padre Guilherme Roer. A notícia do jornal O Despertador, de 23 de setembro de 1873, consta de um telegrama enviado pela presidência da província ao engenheiro (agrimensor) João Carlos Greenhalgh, respondendo a seu telegrama do dia anterior, constando
"... dizer-lhe que pode vmc. encarregar ao demarcador Manuel Rodrigues de proceder, com urgência, a medição dos terrenos concedidos aos alemães estabelecidos às margens do Braço do Norte do Tubarão".
No processo de instalação da colônia o padre Guilherme Roer também entrou em contato com Luís Martins Collaço, visto ter este conhecimento sobre a região do vale do Braço do Norte, tendo sido anfitrião de Robert Christian Avé-Lallemant em 1858. Na cidade de Braço do Norte as duas praças localizadas no  centro da cidade celebram estes dois baluartes da colonização: Praça Padre Roer e Praça Coronel Collaço.
Na sequência da criação da Colônia Espontânea do Braço do Norte foram criadas na região duas colônias oficiais:
- 1877: Colônia Azambuja
- 1882: Colônia Grão Pará

Quando os primeiros colonos alemães chegaram, já as primeiras picadas haviam sido abertas. Os primitivos povoadores nacionais haviam providenciado saída para o Capivari e para o rio Tubarão.

## Sesmarias Rabello e dos Mirandas

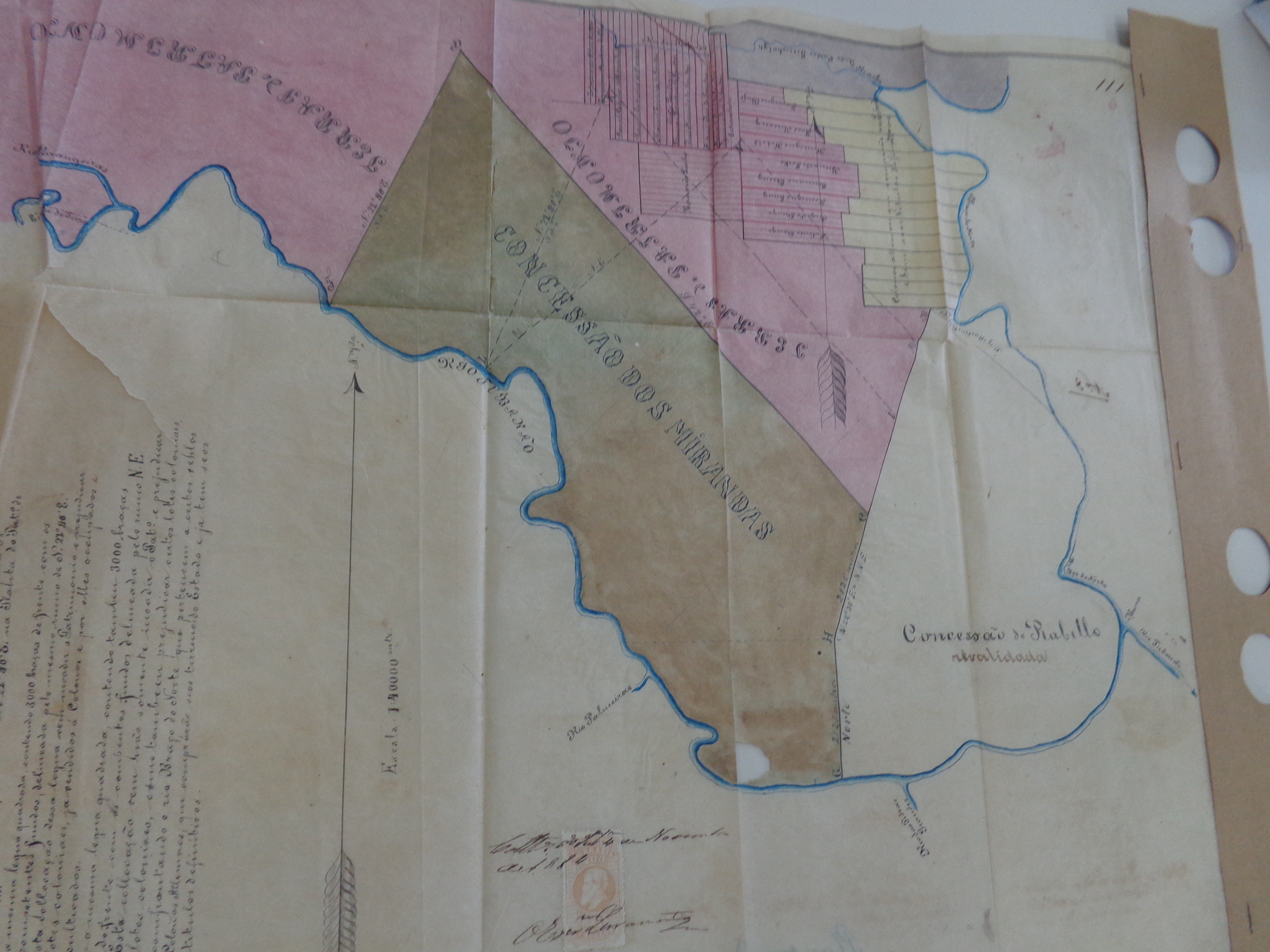
Mapa original das sesmarias Rabello e Miranda, com data de 4 de novembro de 1884, acervo do Arquivo Público e Histórico Amadio Vettoretti, Tubarão, Santa Catarina

Os atuais distritos de Barra do Norte (São Ludgero) e Ilhota (Orleans) foram as primeiras terras efetivamente ocupadas no vale do Braço do Norte, por duas famílias que obtiveram grandes extensões de terra, ca. 1840: as sesmarias de Rabello e dos Mirandas. No Arquivo Nacional, documento 54 da caixa 1148, lavra de João Leonir Dall'Alba, consta: "Terra do Rabello". A primitiva concessão, na foz do rio Braço do Norte com o Tubarão, limitava-se com estes rios. Subia o Tubarão, até alcançar a linha Miranda, e o Braço do Norte, até o rio Mar Grosso. Em 1860 já fora subdividida entre herdeiros: na Barra do Norte, Francisco Rabello Vieira. Seguia-se-lhe, Tubarão acima, José Antônio Amorim, Manuel Pereira Gomes, Ana Carolina de Figueiredo, Ana Garcia e Manuel Domingos de Oliveira. Em frente, na outra margem, morava Marcos Fernandes.